# Ischia operazione amore
Ischia operazione amore è un film italiano del 1966 diretto da Vittorio Sala.
Questa è la pellicola d'esordio per la coppia Ric e Gian.

## Trama
Sull'isola si intrecciano le vicende di vari personaggi.
Gennaro Capatosta dirige insieme alla sua famiglia una modesta pensione nella quale le turiste straniere arrivano perché attratte dalla fama di latin lover di Peppiniello, figlio di Gennaro.
Accade però che Peppiniello, fresco sposo, preferisce esercitare le proprie capacità amatorie con la moglie lasciando così deluse le clienti. Ciò provoca le ire di Gennaro il quale, dopo aver tentato di correre ai ripari, alla fine sacrifica se stesso dedicandosi direttamente alle "cure" delle ricche clienti.
Enrico Tremalaterra, un calciatore militante in una squadra di provincia, si vede offrire un lauto contratto da Flavia Peruzzi, presidentessa di una squadra di Serie C, la cui figlia ricambia a poco a poco le avances del giovane.
Marco, uno studente di ingegneria e cantante dilettante, si innamora della bella Ingrid, mantenuta dal ricco e geloso barone Lo Russo.
Primo e Secondo, due aspiranti artisti in cerca di scrittura, vengono assunti dal sindaco come imbianchini, combinandone di tutti i colori.